# American Welding Society

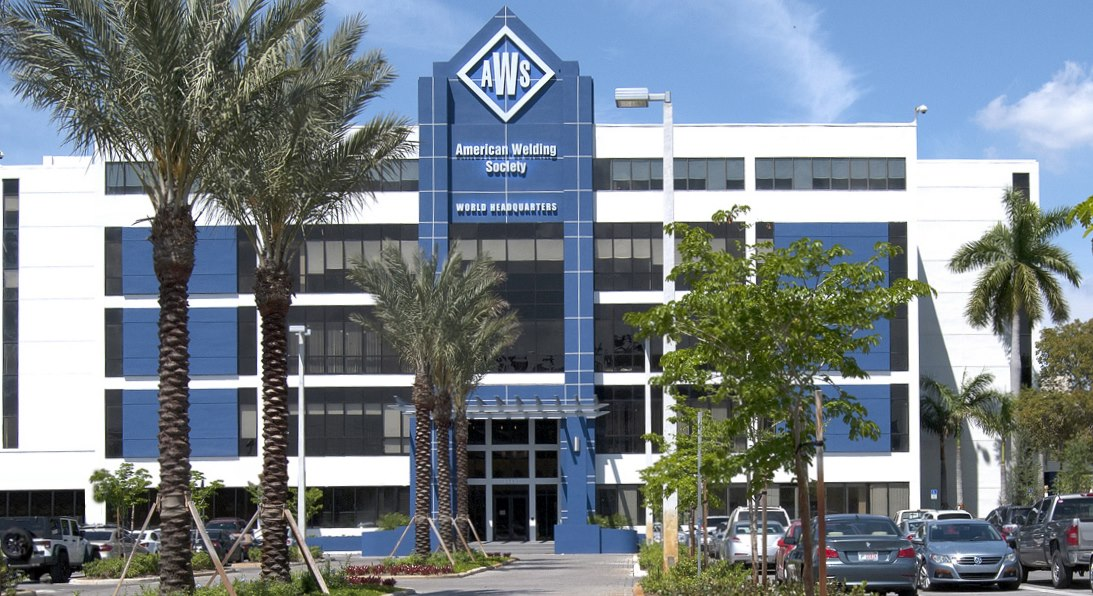
Siège de l'American Welding Society à Dural.

Pour les articles homonymes, voir AWS.
L'American Welding Society (AWS) est une organisation à but non lucratif dédiée à l'avancement de la science, de la technologie et de l'application de la soudure ainsi que du processus de coupe, du brasage, du soudage et de la projection thermique. Elle est basée à Miami en Floride mais organise des événements partout aux États-Unis et parfois à l'étranger. Elle est plus connue pour ses codes et procédures de certification utilisés comme standards dans de nombreuses industries. En septembre 2006, l'organisation comptait 50 000 membres, la plupart vivant aux États-Unis.